# キャリアシステム
株式会社キャリアシステムは、石川県金沢市に本社を置く日本の人材会社。
1978年創業、会社設立は1989年4月。
株式会社クイック（大阪府大阪市北区）のグループ企業である。

## 沿革
- 1978年 - 会社創業（教育事業を開始）
- 1983年4月22日 - 株式会社金沢教育センター設立。
- 1989年 - 株式会社金沢文化センター設立
- 1995年 - 株式会社キャリアシステムに商号変更
- 1995年 - 般労働者派遣事業所として許認可取得
- 1999年 - 富山支店開設
- 2002年 - 有料職紹介事業所として許認可取得
- 2003年 - 株式会社クイックのグループ企業に移行
- 2007年 - プライバシーマーク付与認定
- 2010年 - 新潟支店開設
- 2011年 - 福井支店開設
- 2011年 - 北信越エリアに特化した医療福祉求人サイト「メディケアキャリア」の運営を開始

## 事業所
本社
- 石川県金沢市玉鉾三丁目29番地

支店
- 新潟支店（新潟県新潟市中央区女池神明2-6-4）
- 富山支店（富山県富山市上袋716-2）
- 福井支店(福井県福井市開発1-120-1 ハザマビル)

## 主な事業内容
- 労働者派遣業（派17-010017）
- 有料職業紹介事業（17-ユ-010047）